# Italia en los Juegos Paralímpicos de Río de Janeiro 2016
Italia estuvo representada en los Juegos Paralímpicos de Río de Janeiro 2016 por un total de 100 deportistas, 60 hombres y 40 mujeres.

## Medallistas
El equipo paralímpico italiano obtuvo las siguientes medallas:
| Nombre                                       | Deporte                    | Evento                                       |
| -------------------------------------------- | -------------------------- | -------------------------------------------- |
| Oro                                          |                            |                                              |
| Martina Caironi                              | Atletismo                  | 100 m T42 femenino                           |
| Assunta Legnante                             | Atletismo                  | Peso F12 femenino                            |
| Luca Mazzone                                 | Ciclismo en ruta           | Contrarreloj H2 masculino                    |
| Luca Mazzone Vittorio Podestà Alex Zanardi   | Ciclismo en ruta           | Relevo por equipos H2-5 mixto                |
| Paolo Cecchetto                              | Ciclismo en ruta           | Ruta H3 masculino                            |
| Vittorio Podestà                             | Ciclismo en ruta           | Contrarreloj H3 masculino                    |
| Alex Zanardi                                 | Ciclismo en ruta           | Contrarreloj H5 masculino                    |
| Beatrice Vio                                 | Esgrima en silla de ruedas | Florete individual B femenino                |
| Federico Morlacchi                           | Natación                   | 200 m estilos SM9 masculino                  |
| Francesco Bocciardo                          | Natación                   | 400 m libre S6 masculino                     |
| Plata                                        |                            |                                              |
| Martina Caironi                              | Atletismo                  | Salto de longitud T42 femenino               |
| Oney Tapia                                   | Atletismo                  | Disco F11 masculino                          |
| Luca Mazzone                                 | Ciclismo en ruta           | Ruta H2 masculino                            |
| Alex Zanardi                                 | Ciclismo en ruta           | Ruta H5 masculino                            |
| Arjola Trimi                                 | Natación                   | 50 m libre S4 femenino                       |
| Giulia Ghiretti                              | Natación                   | 100 m braza SB4 femenino                     |
| Cecilia Camellini                            | Natación                   | 400 m libre S11 femenino                     |
| Federico Morlacchi                           | Natación                   | 100 m braza SB8 masculino                    |
| Federico Morlacchi                           | Natación                   | 100 m mariposa S9 masculino                  |
| Federico Morlacchi                           | Natación                   | 400 m libre S9 masculino                     |
| Francesco Bettella                           | Natación                   | 50 m espalda S1 masculino                    |
| Francesco Bettella                           | Natación                   | 100 m espalda S1 masculino                   |
| Alberto Simonelli                            | Tiro con arco              | Compuesto individual clase abierta masculino |
| Michele Ferrarin                             | Triatlón                   | PT2 masculino                                |
| Bronce                                       |                            |                                              |
| Monica Contrafatto                           | Atletismo                  | 100 m T42 femenino                           |
| Alvise De Vidi                               | Atletismo                  | 400 m T51 masculino                          |
| Francesca Porcellato                         | Ciclismo en ruta           | Ruta H1-4 femenino                           |
| Francesca Porcellato                         | Ciclismo en ruta           | Contrarreloj H1-3 femenino                   |
| Fabio Anobile                                | Ciclismo en ruta           | Ruta C1-3 masculino                          |
| Giancarlo Masini                             | Ciclismo en ruta           | Contrarreloj C1 masculino                    |
| Andrea Tarlao                                | Ciclismo en ruta           | Ruta C4-5 masculino                          |
| Loredana Trigilia Beatrice Vio Andreea Mogos | Esgrima en silla de ruedas | Florete por equipos femenino                 |
| Giulia Ghiretti                              | Natación                   | 50 m mariposa S5 femenino                    |
| Efrem Morelli                                | Natación                   | 50 m braza SB3 masculino                     |
| Vincenzo Boni                                | Natación                   | 50 m espalda S3 masculino                    |
| Giada Rossi                                  | Tenis de mesa              | Individual 1-2 femenino                      |
| Mohamed Amine Kalem                          | Tenis de mesa              | Individual 9 masculino                       |
| Elisabetta Mijno Roberto Airoldi             | Tiro con arco              | Recurvo por equipos clase abierta mixto      |
| Giovanni Achenza                             | Triatlón                   | PT1 masculino                                |